# 下河邊行義
下河邊行義（日语：／ Shimokōbe Yukiyoshi）是一名日本平安時代末期武將，又名行吉，被稱為下河邊莊司行義。他是八條院領下總國下河邊莊的莊官。

## 生平
行義是藤原秀鄉的後裔，為太田行政或其子太田行光的兒子。他的兄長是大河戶行方與小山政光。
在《平治物語》中，行義作為源賴政的郎黨登場，並追隨賴政參加治承四年（1180年）以仁王舉兵。賴政的父親源仲政曾任下總守，而賴政亦曾赴任地，因此推測兩人建立了主從關係。據信，下河邊莊由賴政斡旋，從鳥羽院捐贈給美福門院，之後再傳承給美福門院的皇女暲子內親王，成為八條院領地。行義作為莊官居住在下總國古河，負責管理下河邊莊。
在《平家物語》第四卷中記載，當賴政與其家族戰敗身亡時，賴政的兒子仲綱（或賴政本人）的首級被「下河邊藤三郎清親」投入大床隱藏起來。此外，茨城縣古河市的賴政神社傳說中提到，賴政的郎黨帶著主人的首級逃亡，並將其安葬於此地。
其後行義的行蹤不明，但他的兒子行平與政義追隨源賴朝起兵，並在鎌倉幕府創立初期成為功臣，發揮了重要作用。

## 備註
1. ↑  《尊卑分脈》《群書類從》
2. ↑  《續群書類從》《下野國誌》
3. ↑  今茨城縣古河市。